# Biblioteca Doctores Salk y Sabin
La Biblioteca Doctores Salk y Sabin está ubicada dentro del Instituto de Lucha Antipoliomielítica y Rehabilitación del Lisiado (ILAR), localizada en el Barrio del Abasto de la ciudad de Rosario (provincia de Santa Fe, Argentina) en la calle Ocampo 1498, intersección con calle Paraguay. Esta unidad de información pública está especializada en la rehabilitación integral y la discapacidad, esta característica la hace única en la región y el país. Su finalidad es la de cubrir las necesidades bibliográficas del área técnica, médica y científica.

## Enlaces externos

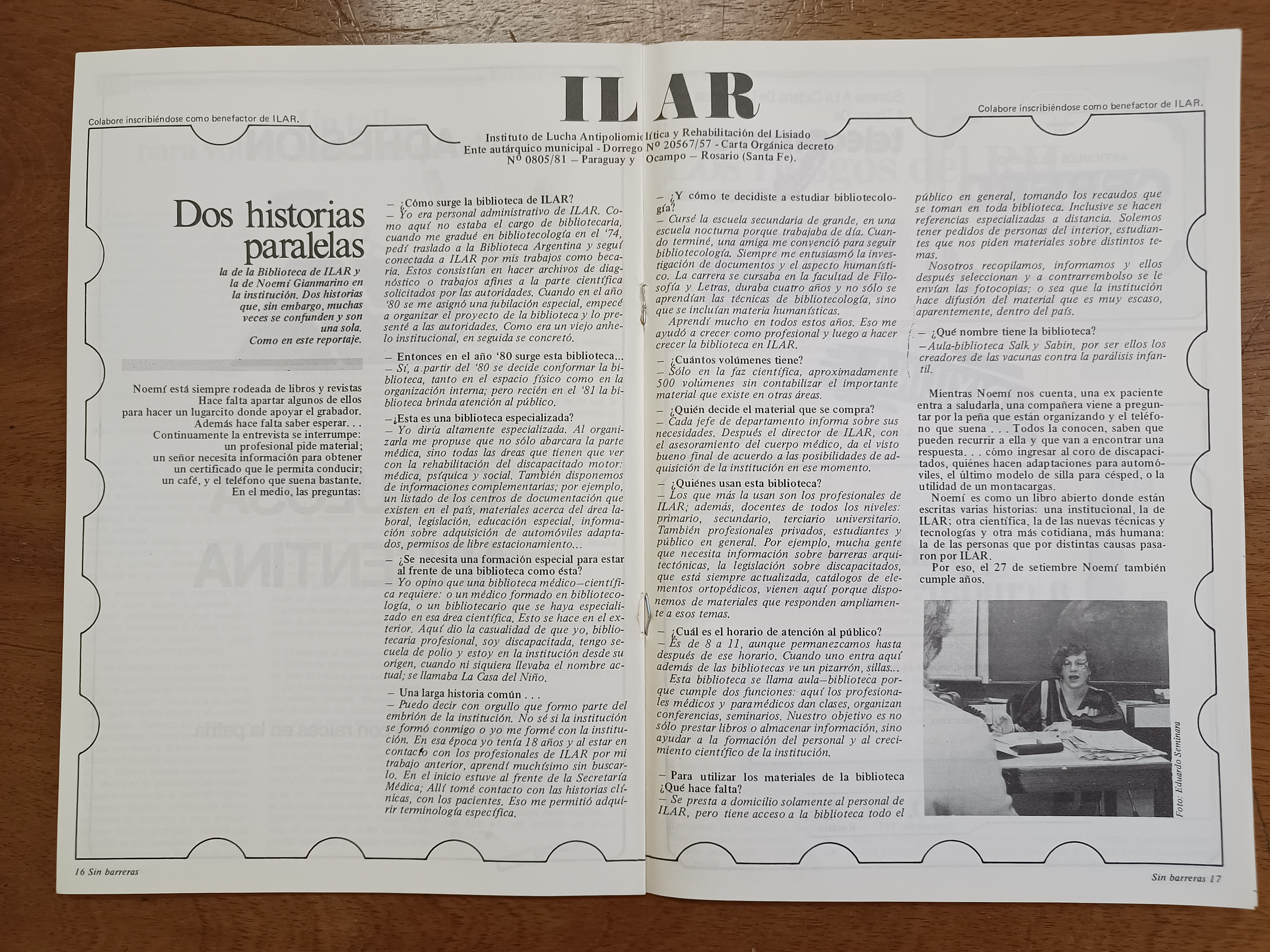
Articulo de la revista "Sin Barreras", detalla los inicios de la biblioteca de la institución "Doctores Salk y Sabin".

## Historia
Breve Reseña Histórica de ILAR

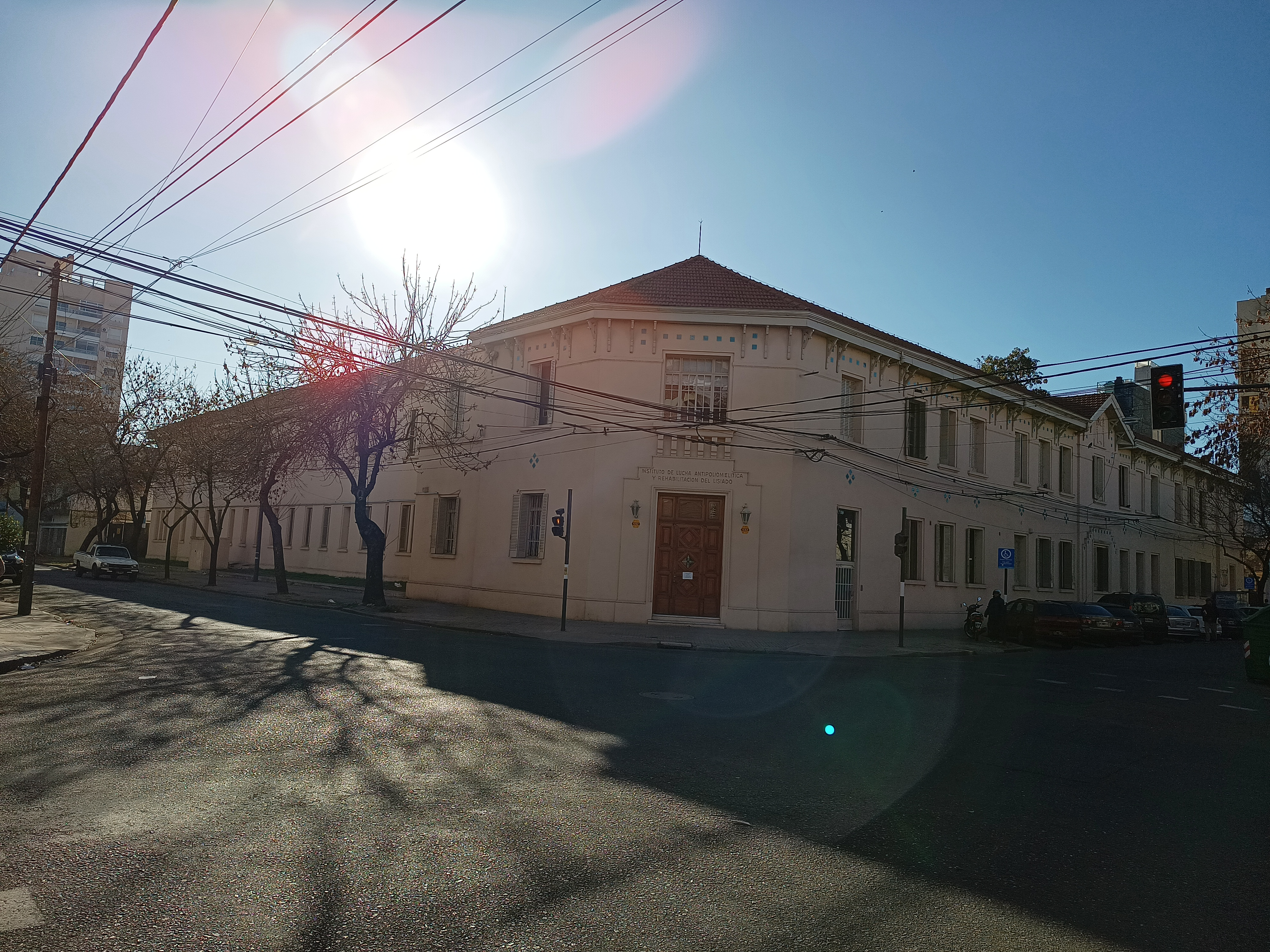
Frente del Instituto de Lucha Antipoliomielítica y Rehabilitación del Lisiado. Esquina de calle Ocampo y Paraguay.

El Instituto de Lucha Antipoliomielítica y Rehabilitación del Lisiado (ILAR) se creó en el mes de julio del año 1957 en la ciudad de Rosario a través del Decreto Municipal n.º 20.567/57, su ubicación en calle Ocampo y Paraguay es resultado de la donación del edificio anteriormente llamada "La casa del Niño" en el año 1951 a la Municipalidad de Rosario. Su fundación surge como consecuencia del incremento de las secuelas invalidantes ocasionadas por la poliomielitis que afectaban a la población infantil en todos los estratos sociales de la ciudad y localidades vecinas, con la finalidad de prevenir la poliomielitis y promover la rehabilitación de forma integral a los discapacitados del aparato locomotor. Por Decreto del Poder Ejecutivo Nacional n.º 1418/65 se declara a ILAR como Entidad de Bien Público. Adquiere su autarquía a través de una carta Orgánica por Decreto no 0805/81 donde se establece la Creación del Instituto de Lucha Antipoliomielítica y Rehabilitación del Lisiado como “ENTE AUTÁRQUICO MUNICIPAL”, dirigido por un Comité Ejecutivo y un Consejo de Administración.
Se destacan dentro de sus instalaciones la piscina para hidroterapia, gimnasio de terapia física, recreativa y postural "Dr. Oscar Maróttoli", biblioteca "Doctores Salk y Sabin", laboratorio de prótesis y ortesis "Dr. Guillermo García Villanueva", departamento de docencia e investigación, departamento de bioingeniería. El instituto es referente del tercer nivel de atención en rehabilitación en la región.
La misión institucional de ILAR dicta lo siguiente “asistir, recuperar y rehabilitar integralmente al individuo discapacitado en las diferentes etapas de su ciclo vital, con el fin de lograr su autodependencia y una adecuada inserción en la sociedad”.
Breve reseña histórica de la biblioteca
La Biblioteca Doctores Salk y Sabin (en sus inicios Aula - Biblioteca Doctores Salk y Sabin) toma su nombre de dicho par de médicos virólogos que destacaron en la lucha contra el virus de la poliomielitis, ambos científicos fueron contactados a través de la embajada de Estados Unidos y dieron su aval para el nombre. Su creación empieza a gestarse en 1980 a través del trabajo particular de la bibliotecaria profesional (graduada de la Facultad de Filosofía y Letras) Noemí Gianmarino, quien sufrió secuelas de polio y fue parte de la institución desde sus orígenes (aun cuando todavía se llamaba "La Casa del Niño"). En el año 1981 la biblioteca se inaugura y empieza a brindar servicios a su comunidad, brinda acceso público, realiza diseminación selectiva de la información de material muy escaso en el país (por lo menos en los inicios de la biblioteca).

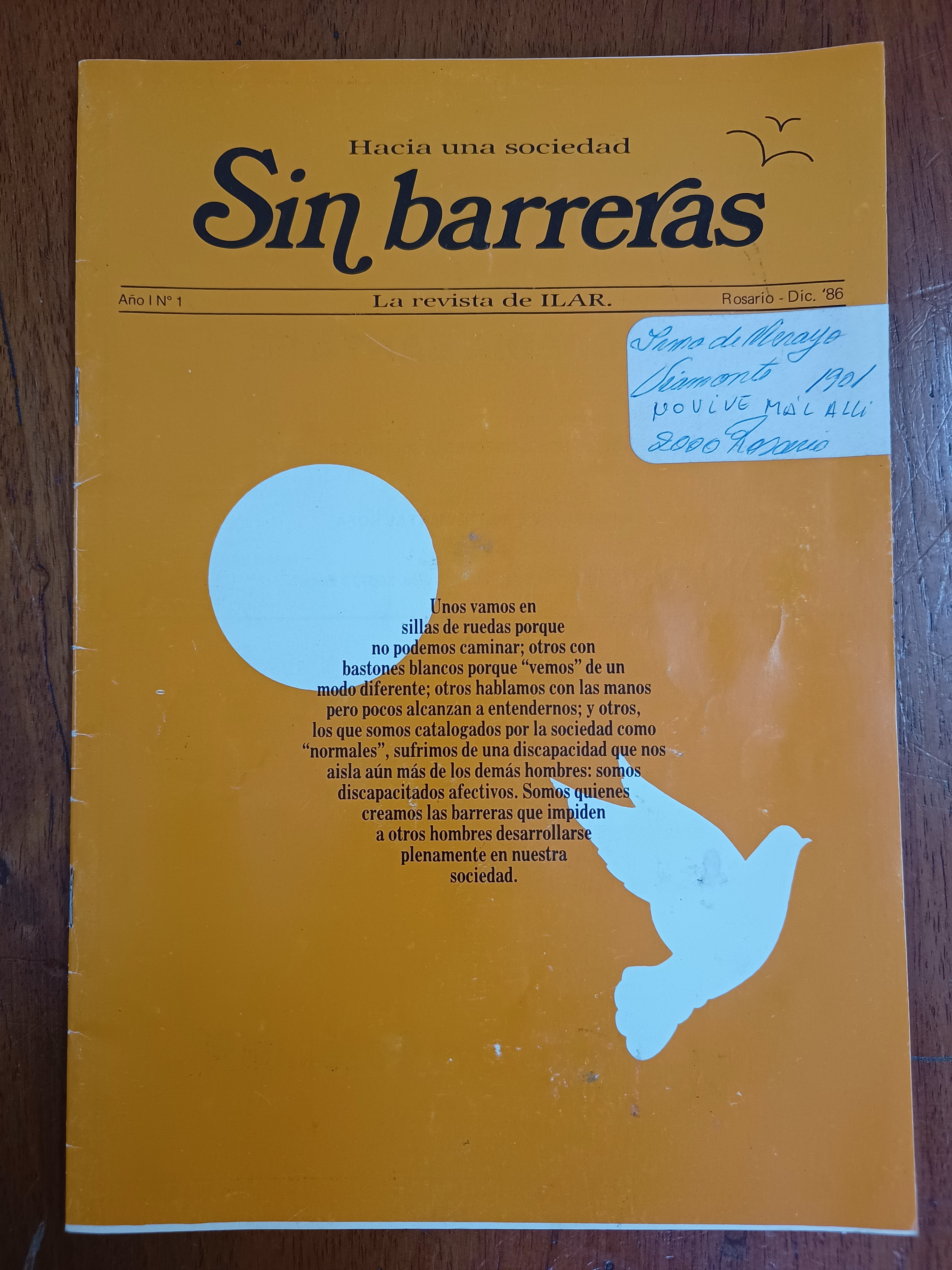
Primera edición de la revista "Sin barreras", publicada por el Instituto de Lucha Antipoliomielítica y Rehabilitación del Lisiado.

En la actualidad, la biblioteca cuenta aproximadamente con 3.300 libros, 2.000 documentos científicos y 260 títulos de publicaciones periódicas. Cuenta con un OPAC de última generación ya que forma parte del catálogo colectivo de la Municipalidad Rosario junto a otras bibliotecas de la ciudad como: Biblioteca Argentina Dr. Juan Álvarez, Biblioteca Depositaria Naciones Unidas, Biblioteca Pública Municipal José Manuel Estrada, Biblioteca del Museo Municipal de Bellas Artes Juan B. Castagnino, Biblioteca Raúl Frutos del Museo de la Memoria, entre otras.